# Limbe (Malawi)
Limbe, gegründet nach 1908, war früher eine eigenständige Stadt in Malawi, die am Endbahnhof einer Eisenbahnstrecke als Handelszentrum entstand und ist heute ein Stadtteil von Blantyre. Die Altstadt von Limbe und die von Blantyre verbindet der Kamuzu Highway, eine vierspurige Schnellstraße durch ein Industriegebiet.